# Чернацкое (Середино-Будский район)
Чернацкое (укр. Чернацьке) — село,
Чернацкий сельский совет,
Середино-Будский район,
Сумская область,
Украина.
Код КОАТУУ — 5924487601. Население по переписи 2001 года составляло 811 человек.
Является административным центром Чернацкого сельского совета, в который, кроме того, входит село
Уборок.

## Географическое положение
Село Чернацкое находится на берегу реки Знобовка,
выше по течению на расстоянии в 1,5 км расположено село Ромашково,
ниже по течению на расстоянии в 3 км расположено село Перемога.
Через село проходит автомобильная дорога Т-1908.

## Происхождение названия
Есть несколько версий-легенд по поводу основания села. Основная версия-легенда гласит, что село было основано монахами, бежавшими от преследования католиков с Поднепровья и своё название село получило от слова «чернец», что в переводе на русский язык означает «монах». По другой версии село основали украинские крестьяне, бежавшие от польского угнетения — в то время украинские крестьяне именовались «чернью». А по третьей версии село основал казак Чернота. 

## История
Точное время основания Чернацкого неизвестно. По мнению Филарета (Гумилевского) оно является поселением «догетманским, или даже дотатарским». Известный украинский историк А.М. Лазаревский придерживался другой точки зрения и считал, что оно было «поселено на порохонских землях спасскими монахами около середины XVII века». Современный исследователь Чернигово-Северщины П.М. Кулаковский склоняется к тому, что Чернавская слобода (Чернацкое) была поселена в середине 40-х годов XVII века.
Нет единого мнения и относительно происхождения названия населённого пункта. По одним данным, оно происходит от слова «чернец» (монах), по другим – от слова «чернь» (простонародье), по третьим – от фамилии или прозвища его основателя и т.д.
Впервые Чернацкое упоминается под названием Чернавская слобода в указе царя Алексея Михайловича гетману Богдану Хмельницкому от 14 января 1656 года о розыске и наказании его жителей, которые в 1655 году избили и ограбили новгород-северского поместного казака Афанасия Семёнова с пятью товарищами.
На тот момент оно находилось в диспозиции гетманской и войсковой, а 3 сентября 1667 года было пожаловано царём Алексеем Михайловичем Черниговской архиепископии и Новгород-Северской архимандрии. В их совместном владении село находилось до 6 августа 1673 года, после чего архиепископ Лазарь Баранович разделил владения Черниговской архиепископии и Новгород-Северской архимандрии и закрепил село Чернацкое за Черниговской архиерейской кафедрой.
По ревизии 1723 года в Чернацком числилось 85 дворов и 60 хат, из которых Черниговской архиерейской кафедре принадлежало 63 двора и 60 хат, а казакам – 22 двора, а на момент описания Новгород-Северского наместничества 1779–1781 гг. – 120 дворов, 202 хаты и 6 бездворных хат, из которых Борисоглебскому кафедральному монастырю Черниговской архиепископии принадлежало 113 дворов, 190 хат и 6 бездворных хат, выборным казакам – 1 двор и 2 хаты, подпомощникам – 4 двора и 6 хат, казачьим подсоседкам – 2 двора и 2 хаты, войсковому товарищу Семёну Новикову – 1 хата и крестьянам – 1 хата. В указанное время в Чернацком проживало 211 обывателей со своими семьями, которые занимались земледелием, бондарным и колёсным промыслами. В селе действовало несколько торговых лавок, в которых продавались соль, сало, рыба, дёготь, дрова и другие товары; проводилась одна ярмарка в год (21 ноября), торговать на которую приезжали купцы из Глухова, Середина-Буды и других мест.
В 1786 году на основании именного указа Екатерины ІІ от 10 апреля 1786 года «О штатах Киевской, Черниговской и Новгород-Северской епархий» Чернацкое было изъято у Борисоглебского кафедрального монастыря и передано в казённое ведомство432. С указанного времени принадлежавшая ему часть местных жителей находилась в ведомстве казны, имела статус государственных крестьян и платила денежный налог государству.
В годы Отечественной войны 1812 года 229 государственных крестьян Чернацкой волости были мобилизованы на военную службу и направлены в действующую армию. При этом волостное правление обеспечило их одеждой, обувью, провиантом на один месяц и оружием: ружьями, штыками, саблями из кос и т.д.
Накануне отмены крепостного права, в 1859 году, в Чернацком проживали 1159 мужчин и 1317 женщин. Большинство из них находились в ведении казны, и лишь незначительная часть относилась к крепостному сословию и принадлежала помещику Е.П. Сидоренко и другим собственникам.
В начале 80-х годов XIX века в селе работали 2 постоялых двора, 1 лавка, 1 водяная и 16 ветряных мельниц и 2 крупорушки. Значительная часть местных земель в указанное время принадлежала дворянину Владимиру Григорьевичу Сибилёву, вдове коллежского асессора Марфе Ивановне Коробкиной, купцу Ивану Кириловичу Щербакову, дворянам Николаю Михайловичу и Егору Михайловичу Сидоренко, подпоручику Леониду Фёдоровичу Новикову и другим.
С 1882 года в Чернацком функционировал завод по изготовлению конопляного масла купца Ивана Кирилловича Щербакова, на котором в 1884 году трудилось 9 рабочих и производилось конопляного масла на сумму 6000 руб. в год, а в 1900 году – на сумму более 9000 руб. в год. После смерти И.К. Щербакова завод перешёл по наследству к его сыновьям Ивану Ивановичу и Павлу Ивановичу Щербаковым, которые увеличили производительную мощность завода и в 1912 году изготовляли на нём конопляного масла на сумму 33525 руб. в год.
В начале XX века в селе действовало около двадцати мельниц, в том числе одна водяная, и проводились три ярмарки в год (2 февраля, 26 сентября и 21 ноября), на которых продавались шерстяные и пушные товары, различная посуда, изделия из стекла и металла, воск, конопля, конопляное семя, табак, скот и другие товары.
Обычной одеждой мужчин дореволюционного Чернацкого были свиты (свитки), «юпки», армяки и куртки, которые шились из чёрного и белого сукна домашнего изготовления, а также полушубки («кожухи»), пояса и шапки. Свита (свитка) представляла собой длинную одежду, наподобие халата со стоячим воротником с полукружием, доходившим до пояса. Она имела весьма мешковатый вид и носилась преимущественно стариками, да и то очень редко. В большинстве случаев крестьяне носили «юпки», имевшие вид мещанской казачки. В длину они достигали до колен, имели стоячий или откидной воротник и часто украшались у стана на задней поле множеством складок или сборок. Армяк имел форму шубы, шился просторным и длинным, с большим откидным воротником. Куртка имела форму пиджака и считалась летней одеждой. Полушубок шился из овчин домашних овец и имел форму «юпки». Поверх одежды крестьяне носили красный или зелёный пояс.
Женская одежда состояла из юпки, безрукавки, плахты, сподницы, запаски, фартука и пояса. Юпка шилась из белого сукна домашнего изготовления, имела маленький, стоячий воротник, у стана была сшита в три сборки и имела с правой стороны карман, который прикрывал зубчатый клапан. Безрукавка шилась из покупной материи и имела форму корсета. Плахта ткалась из шерстяных ниток и имела клетчатый рисунок. Для подвязки плахты служил пояс, который плёлся из шерстяных ниток и окрашивался в красный цвет. Запаска имела форму обыкновенного женского фартука. Фартук шился из домашнего холста, а низ украшался вязаным узором.
В повседневной жизни мужчины и женщины села носили лапти, а на праздники мужчины обували сапоги, а женщины башмаки и полусапожки.
Значительная часть местных жителей в конце XIX века занималась кустарным промыслом, изготовлением деревянной посуды и тележных колёс. Свои изделия они продавали на ярмарках Середина-Буды и других населённых пунктов Черниговской, Курской и Полтавской губерний и получали от этого неплохой доход – около 50 руб. в год. Несмотря на это, многие из них жили бедно, злоупотребляли спиртными напитками и оставляли значительную часть своей прибыли в трёх чернацких шинках, продававших более 1000 вёдер водки в год.
Издавна в Чернацком функционировала Введенская церковь деревянной постройки, в которой на момент описания Новгород-Северского наместничества 1779–1781 гг. служили 3 священника, 2 причетника и 1 диакон. В начале 30-х годов позапрошлого века деревянная церковь сгорела от удара молнии, а на её месте в 1836 году была возведена новая кирпичная церковь, к которой в начале 1860-х гг. была пристроена кирпичная колокольня.
В церкви хранилась икона Введения Богоматери, которая была подарена ей командиром 1-й пехотной дивизии Карлом Карловичем Фези (1792–1848), известным русским генералом, участвовавшим в покорении Кавказа.
По высочайше утверждённому расписанию приходов и причтов Черниговской епархии от 17 января 1876 года, Введенская церковь входила в состав Чернацкого прихода, настоятелем которого в 1879 году был священник Введенской церкви Василий Пиневич [26, с. 103]. В разное время в ней служили Дмитрий Успенский (? – ?), Василий Пиневич (? – 1874–1888 – ?), Николай Самуилович Имшенецкий (? – 1899–1901 – ?) и другие священники. В 30-х годах XX века церковь была передана местному колхозу под зернохранилище, а в годы Великой Отечественной войны разрушена.
В 1840 году в Чернацком была открыта земская школа. Долгое время она находилась в малопригодном помещении, а в 1894 году для неё было построено новое школьное здание, состоявшее из четырёх классных комнат. Школа содержалась за счёт земства и сельского общества, которые в начале XX века выделяли на её содержание 472 рубля в год. В 1901 году в школе обучалось 72 мальчика и 5 девочек. В 1896 году в Чернацком была открыта школа грамоты, в которой 1 января 1899 года училось 30 мальчиков и 6 девочек.

## Экономика
- Молочно-товарная ферма.
- «Красный Октябрь», ООО.

## Объекты социальной сферы
- Школа I-II ст.